# Þórhildur Sunna Ævarsdóttir

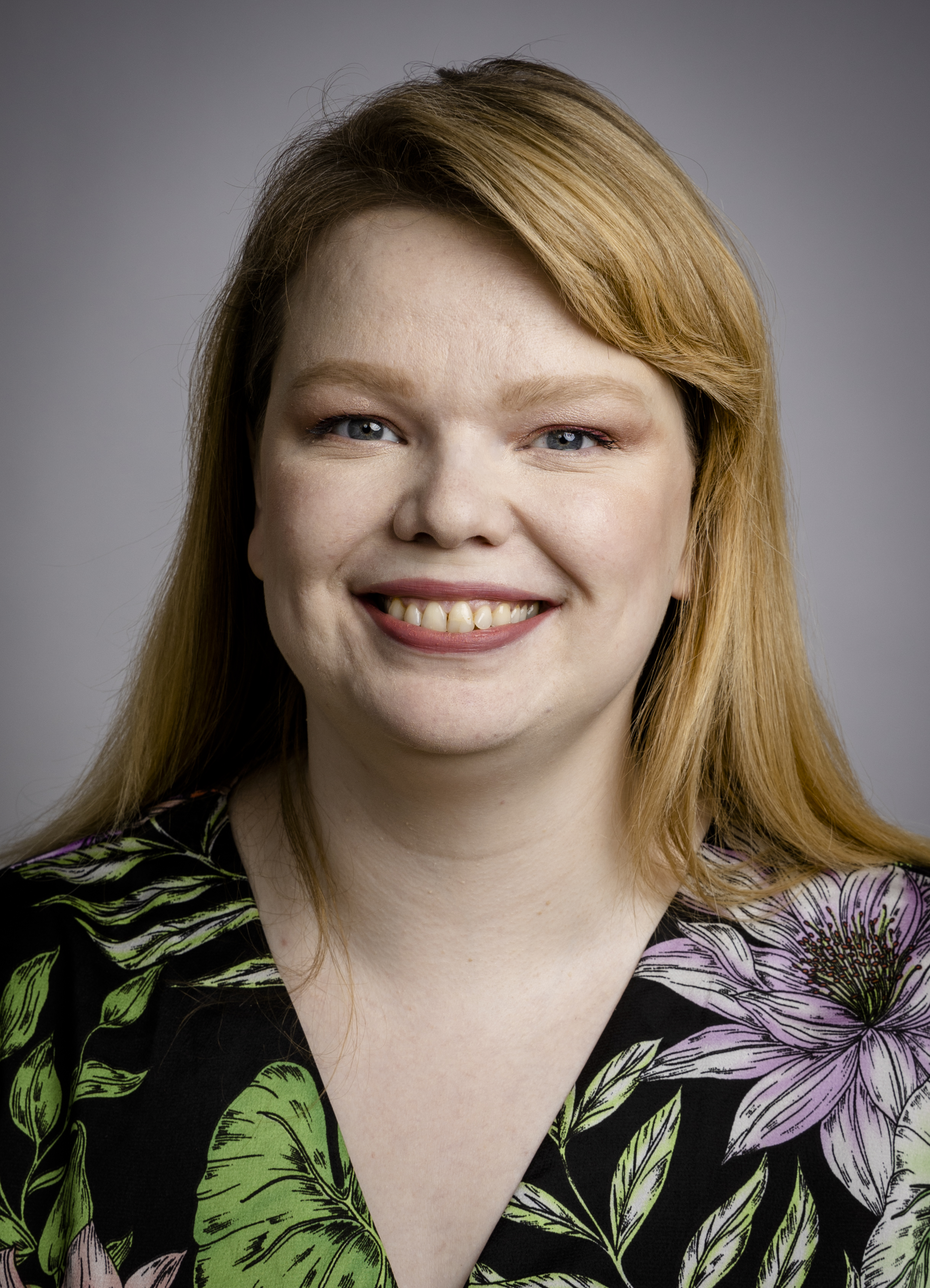
Þórhildur Sunna Ævarsdóttir, 2021

Þórhildur Sunna Ævarsdóttir (transkribiert Thorhildur Sunna Aevarsdottir; * 6. Mai 1987 in Akranes) ist eine isländische Juristin, Journalistin und Politikerin der isländischen Piratenpartei (Píratar), als deren Vorsitzende sie für die Periode 2016–2017 amtierte.
Þórhildur Sunna hat einen Master of Laws der Universität Utrecht in internationalen Menschenrechten und Strafrecht. Neben ihrer juristischen Tätigkeit (Studien und Gutachten für Organisationen und Einzelpersonen) schreibt sie als freie Journalistin für die isländischen Portale kvennabladid.is und grapevine.is.
Seit der isländischen Parlamentswahl vom 29. Oktober 2016 ist Þórhildur Sunna Abgeordnete des isländischen Parlaments Althing für den Südwestlichen Wahlkreis. Sie war Vorsitzende der Píratar für die Periode 2016–2017. Seit 2023 ist sie Fraktionsvorsitzende der Píratar im Althing, wie zuvor bereits von 2017 bis 2019.